# Lorraine Fouchet
Lorraine Fouchet, född 22 oktober 1956 i Neuilly-sur-Seine, är en fransk läkare och prisbelönad författare. Hon har skrivit ett tjugotal romaner.

## Biografi
Lorraine Fouchet är dotter till Cristian Fouchet, en före detta minister i de Gaulles regering. Efter studier i Köpenhamn, London och Paris läste hon först juridik. Efter faderns död, då hon var 17 år, övergick hon till medicinstudier vid Necker–Enfants Malades-sjukhuset i Paris. Därefter var hon verksam som akutläkare i Paris under många år.
Vid 40 års ålder och, enligt egen utsago efter att ha stått vid Marguerite Duras dödsbädd, omprövade hon sitt yrkesval och började skriva på heltid. Hon bor omväxlande i Yvelines och på ön Groix i Bretagne.

## Författarskap
De första romanerna tog avstamp i författarens egna erfarenheter som läkare. Under senare år utspelar sig romanhändelserna på ön Groix i Bretagne, där hon själv valt att bosätta sig på deltid. Huvudpersonerna ställs inför personliga och relationsrelaterade problem och genomgår under händelsernas gång kriser som leder till insikter och förnyad livsvilja.
Romanerna har blivit försäljningssuccéer, och hon har tilldelats flera priser. Hon har även gjort bearbetningar för televisionen och skrivit radiopjäser. Författarskapet klassificeras närmast som tillhörande feelgood-genren, med lycka och försoning som kännetecken. J'ai rendez-vous avec toi är utformad som en dialog med och en hyllning till den avlidne fadern Christian Fouchet.

## Priser och utmärkelser
- Prix Littré 1997[3][11]
- Prix Anna-de-Noailles de l’Académie française 1998[3]
- Prix des Maisons de la presse 2003[3]
- Prix Bretagne/priz Breizh 2016[5]
- Prix Ouest 2016[12]
- Prix Système U 2017[5]